# Leeson Street
 Leeson Street (en irlandais : Sráid Líosain) est une rue du centre de Dublin.

## Situation et accès
La rue est divisée en deux parties de part et d’autre du Grand Canal : Lower Leeson Street au nord et Upper Leeson Street au sud.
La rue a une activité nocturne particulièrement développée grâce à la présence de nombreuses boîtes de nuit et cultive cette particularité depuis les années 1930. De nombreux pubs comme The Barge ou Hartigan’s ont aussi pignon sur cette rue.

## Origine du nom
Elle fait référence aux Leeson, une famille de brasseurs locaux qui se sont lancés dans la promotion immobilière.

## Historique
Originellement nommée « Suesey Street », elle prend son nom définitif en 1728.